# CJ BDe 4/4 (601-608)
De BDe 4/4 is een elektrisch treinstel bestemd voor het regionaal personenvervoer van de Chemins de fer du Jura (CJ).

## Geschiedenis
Het treinstel verving oudere treinen met een andere bovenleidingsspanning onder meer van het type Xe 2/4 en uitbreiding van het smalspoornet door omsporen van het normaalspoor traject Saignelégier - Glovelier op 4 oktober 1953 in smalspoor.
Drie treinen werden door de Chemins de fer du Jura (CJ) gerenoveerd. Het gaat hierbij om BDe 4/4: 607 en 608 en de ABDe 4/4: 603 aangevuld met 1e klas afdeling.
Twee treinen werden door de Chemins de fer du Jura (CJ) gesloopt. Het gaat hierbij om BDe 4/4: 602 en 605.
Twee treinen werden aan de Chemin de fer Nyon–St-Cergue–Morez (NStCM) verkocht en hierbij vernummerd van BDe 4/4: 606 en 607 in BDe 4/4: 231 en 232.
Een trein werd aan de Meiringen-Innertkirchen-Bahn (MIB) verkocht. Het ging hierbij om het treinstel BDe 4/4: 604. Dit treinstel is echter niet in dienst gesteld.
De trein bestaande uit BDe 601 en stuurstandrijtuig Bt 702 was bestemd voor een uitbreiding van de Berner Oberland-Bahnen (BOB) naar een niet aangelegd traject naar Jungfrau Park. Deze trein werd hierna tijdelijk bij de Chemin de fer Lausanne-Echallens-Bercher (LEB) gebruikt als BDe 4/4 28 en Bt 53 voor de komst van de Stadler treinen van het type RBe 4/8. Deze trein kwam bij de museumorganisatie La Traction terecht.
De 603 staat sinds 2021 opgesteld nabij het voormalige station van Musson in België.

## Constructie en techniek
De vierassige motorwagen kan naar behoefte een stuurstandrijtuig meevoeren.
De trajecten van de Chemins de fer du Jura (CJ) werden in 1913 geëlektrificeerd met een spanning van 1200 volt gelijkstroom. Op 4 oktober 1953 werd deze spanning verhoogd tot 1500 volt gelijkstroom.

## Treindiensten
Deze treinen werden door de Chemins de fer du Jura (CJ) ingezet op de volgende trajecten:
- Tavannes - Tramelan
- Saignelégier - La Chaux-de-Fonds
- Saignelégier - Glovelier
- Tramelan - Le Noirmont

## Foto’s

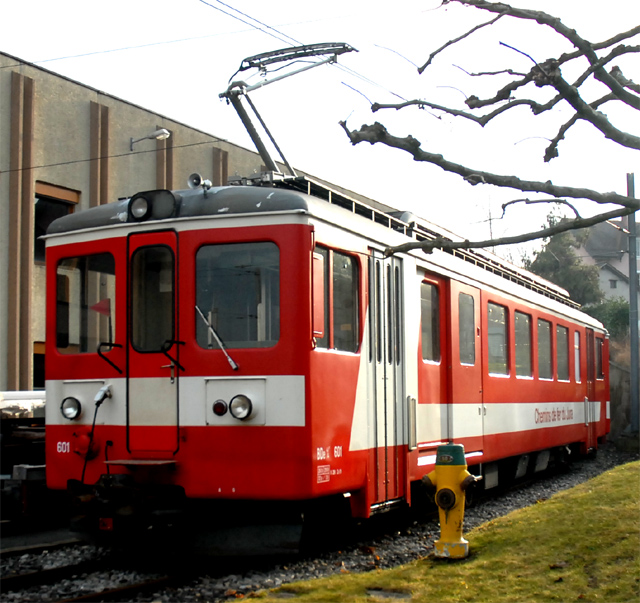
BDe 601 op 7 februari 2007 bij de werkplaats van de Chemin de fer Lausanne-Echallens-Bercher (LEB) te Echallens
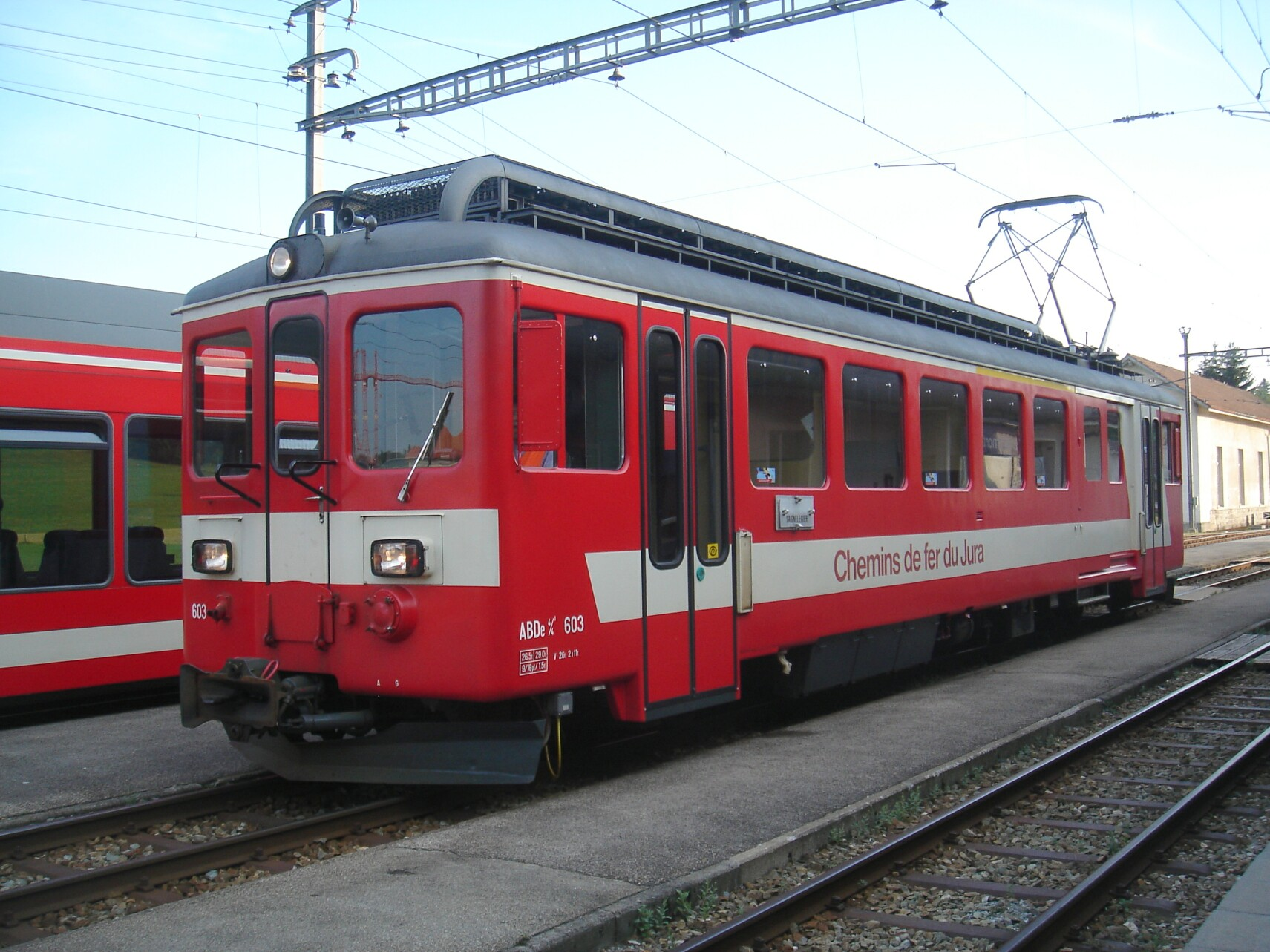
ABDe 4/4 603 19 juli 2006 in Le Noirmont
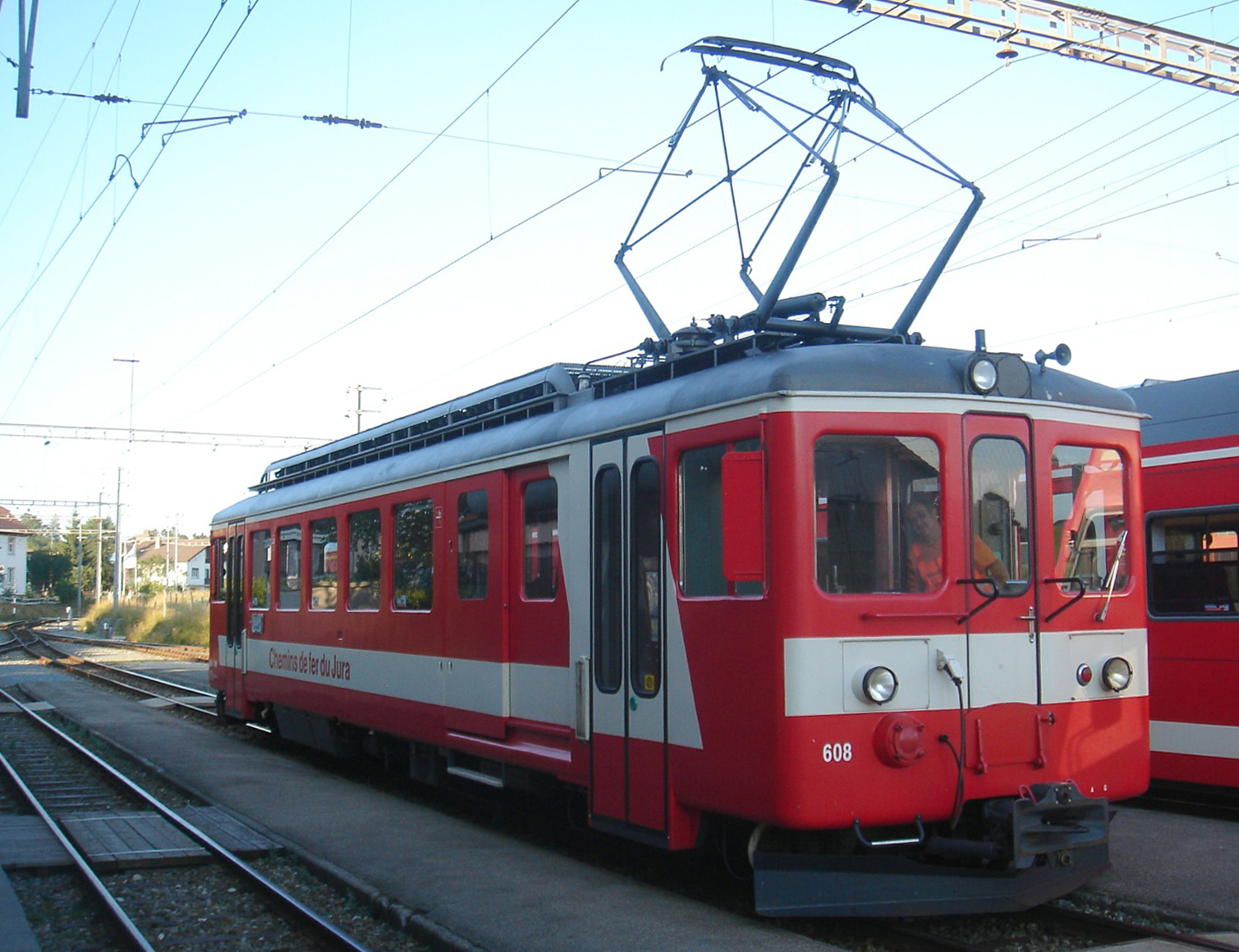
BDe 4/4 608 op 17 juli 2006 in Le Noirmont

de voormalige spoorwegondernemingen Saignelégier-La Chaux-de-Fonds-Bahn (SC), Regional Porrentruy-Bonfol (RPB), Régional Saignelégier-Glovelier (RSG) en Tavannes-Le Noirmont-Bahn (CTN)